# Янтарочка
«Янтарочка» (Новояворівськ)  — український жіночий футбольний клуб. Команда деякий час була жіночою секцією ПФК «Львів». У сезоні 2018—19 років команда виступала у Вищій лізі.

## Назви команди
2010-2018 —  ЖФК «Янтарочка» Новояворівськ
2018-2019 —  ЖФК «Львів-Янтарочка»
2019 —  ЖФК «Янтарочка» Новояворівськ

## Історія
Футбольний клуб «Янтарочка» було засновано в 2010 році в місті Новояворівськ. 19 липня 2018 року, на базі цієї команди, було створено ЖФК «Львів». 
Оскільки в сезоні 2017—18 років «Янтарочка» успішно виступала в Першій лізі, то наступного сезону «Львів-Янтарочка» отримав право стартувати у Вищій лізі. Таким чином ПФК «Львів» став першим українським клубом, чоловічі та жіночі команди якого одночасно виступали у вищих дивізіонах українського чемпіонату.
За підсумками сезону 2018—19 років команда фінішувала на 4-му місці, окрім цього львівська команда дійшла до 1/2 фіналу кубку України. Цей сезон наразі вважається найуспішнішим в історії клубу.
З сезону 2022—23 років «Янтарочка» грає на місцевому стадіоні імені Олега Русина. До того команда свої домашні поєдинки проводила на стадіоні імені Богдана Маркевича в місті Винники. 

## Досягнення
- Вища ліга України
  - 4-е місце (1): 2019
- Перша ліга України
  -  2-е місце (1): 2018
  -  3-е місце (2): 2017, 2023

## Відомі гравчині
- Лідіане Де Олівейра
- Аманда Кароліна Де Соуза
- Вікторія Араужо Дос Сантос
- Лаїс Естевам Рібейро Карвальйо
- Каміла Амброзіо Магальяес
- Тамара Сена
- Аріане Негрі Перейра
- Аліне Де Фрейтас
- Людмила Куніна
- Ганна Петрик
- Надія Чайка

## Відомі тренери
- Сергій Сапронов (2018—2019)
- Карло Заградка (2020—2023)